# Tom King
Thomas Van Dyke "Tom" King (Cincinnati, Ohio, 9 de marzo de 1924 - Amelia Island, Florida, 12 de noviembre de 2015) fue un jugador de baloncesto estadounidense que disputó una temporada en la BAA. Con 1,83 metros de estatura, jugaba en la posición de base.

## Trayectoria deportiva

### Universidad
Jugó durante su etapa universitaria con los Wolverines de la Universidad de Míchigan, convirtiéndose en el primer jugador de dicha institución en llegar a jugar en la BAA o la NBA.

### Profesional
En 1946 fichó por los Detroit Falcons de la recién creada BAA, con los que disputó la única temporada del equipo en la liga, promediando 5,1 puntos por partido.

## Estadísticas de su carrera en la BAA

### Temporada regular
| Temporada | Edad | Equipo          | Liga | Pos. | P  | TIT | MIN | TC  | TCA | %TC  | 3P | 3PA | %3P | TL  | TLA | %TL  | R.OF. | R.DEF. | REB | ASIS | ROB | TAP | PER | FP  | PTS |
| 1946-47   | 22   | Detroit Falcons | BAA  |      | 58 |     |     | 1.7 | 7.1 | .237 |    |     |     | 1.7 | 2.8 | .631 |       |        |     | 0.6  |     |     |     | 1.8 | 5.1 |
| Total     |      |                 | BAA  |      | 58 |     |     | 1.7 | 7.1 | .237 |    |     |     | 1.7 | 2.8 | .631 |       |        |     | 0.6  |     |     |     | 1.8 | 5.1 |